# Peter Goring
Harry Peter Goring (Bishop's Cleeve, 2 gennaio 1927 – dicembre 1994) è stato un calciatore e allenatore di calcio inglese.

## Palmarès

### Giocatore

#### Competizioni nazionali
- Campionato inglese: 1

Arsenal: 1952-1953
- Coppa d'Inghilterra: 1

Arsenal: 1949-1950
- Community Shield: 2

Arsenal: 1948, 1953